# Campionati mondiali di maratona canoa/kayak 1992
I Campionati mondiali di maratona canoa/kayak 1992 sono stati la 3ª edizione della manifestazione. Si sono svolti a Brisbane, in Australia, il 3 e il 4 ottobre 1992.

## Medagliere
| Pos.   | Paese          | Oro | Argento | Bronzo | Totale |
| ------ | -------------- | --- | ------- | ------ | ------ |
| 1      | Ungheria       | 1   | 2       | 0      | 3      |
| 2      | Svezia         | 1   | 1       | 1      | 3      |
| 3      | Gran Bretagna  | 1   | 1       | 0      | 2      |
| 4      | Australia      | 1   | 0       | 1      | 2      |
| 4      | Danimarca      | 1   | 0       | 1      | 2      |
| 6      | Germania       | 1   | 0       | 0      | 1      |
| 7      | Austria        | 0   | 1       | 0      | 1      |
| 7      | Belgio         | 0   | 1       | 0      | 1      |
| 9      | Cecoslovacchia | 0   | 0       | 2      | 2      |
| 10     | Portogallo     | 0   | 0       | 1      | 1      |
| Totale | Totale         | 6   | 6       | 6      | 18     |

## Podi

### Uomini
| Evento | Oro                                           | Perform.   | Argento                             | Perform.   | Bronzo                                  | Perform. |
| Canoa  |                                               |            |                                     |            |                                         |          |
| C-1    | Gabor Kolozsvári                              | 3h49'32"   | Pál Pétervári                       | 3h49'33"   | Pavel Bednář                            | 3h49'43" |
| C-2    | Danimarca Arne Nielsson Christian Frederiksen | 3h21'22"   | Ungheria Zsolt Bohács Istvan Gyulai | 3h30'38"   | Cecoslovacchia Petr Fuksa Zbynek Adamec | 3h30'41" |
| K-1    | Ivan Lawler                                   | 3h20'23"   | Stefan Gustafsson                   | 3h20'30"   | Rui Cancio                              | 3h20'55" |
| K-2    | Australia Ramon Andersson Steven Wood         | 3h06'19"05 | Belgio Bruno Jannis Werner Jannis   | 3h06'19"87 | Svezia Magnus Skoldback Tommy Karls     | 3h06'20" |

### Donne
| Evento | Oro                                  | Perform. | Argento                                     | Perform.   | Bronzo                                | Perform. |
| Canoa  |                                      |          |                                             |            |                                       |          |
| K-1    | Susanne Gunnarsson                   | 3h34'36" | Ursula Profanter                            | 3h36'53"   | Janet Hall                            | 3h44'11" |
| K-2    | Germania Anett Schuck Antje Manfroni | 3h31'00" | Gran Bretagna Sandra Troop Maria Blumenthal | 3h31'00"88 | Danimarca Hanne Selmer Bettina Larsen | 3h31'02" |